# Marakei

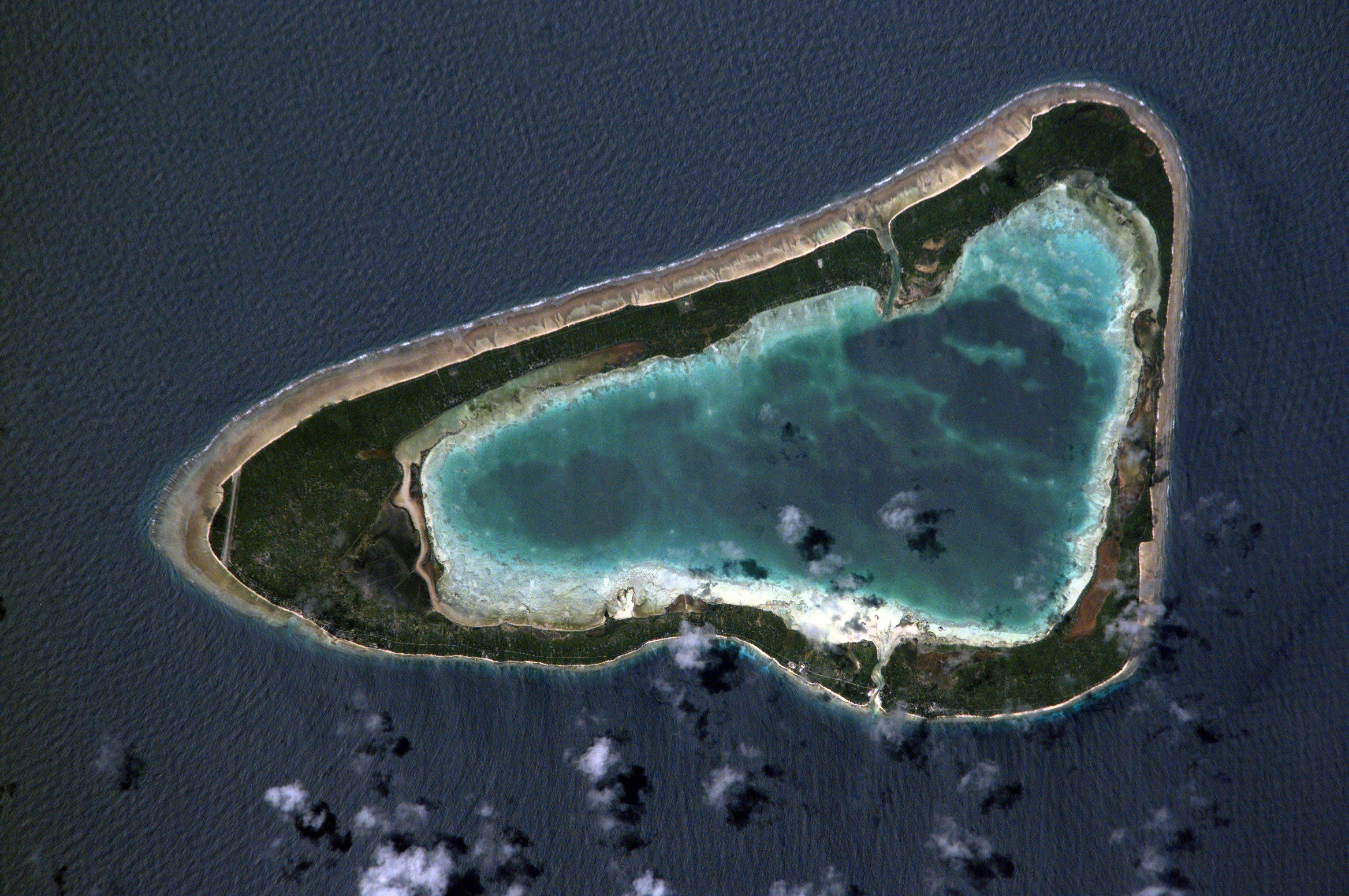
NASA - imagem de satélite de Marakei

Marakei é um atol das Ilhas Gilbert, em Kiribati. A sua lagoa central consiste de numerosos fundões rodeados por duas ilhas grandes separadas por dois estreitos canais. A área do atol é de 13,5 km². A principal localidade é Rawannawi.
Marakei tem uma pista de aviação (códigos IATA: MZK, ICAO: NGMK).